# Episodi di Phineas e Ferb (quinta stagione)
La quinta stagione della serie animata Phineas e Ferb viene confermata il 13 gennaio 2023 al padiglione delle novità di Disney TVA. La serie viene trasmessa negli Stati Uniti su Disney Channel a partire dal 5 giugno 2025. in Italia viene distribuita dal 6 giugno 2025 su Disney+.
| nº | Titolo originale             | Titolo italiano            | Prima TV USA   | Prima TV Italia |
| -- | ---------------------------- | -------------------------- | -------------- | --------------- |
| 1  | Summer Block Buster          | Festa di inizio estate     | 5 giugno 2025  | 6 giugno 2025   |
| 1  | Cloudy With a Chance of Mom  | Una mamma tra le nuvole    | 5 giugno 2025  | 6 giugno 2025   |
| 2  | Submarine Sandwich Submarine | Sottomarino-panino         | 5 giugno 2025  | 6 giugno 2025   |
| 2  | License to Bust              | L'esame per la patente     | 5 giugno 2025  | 6 giugno 2025   |
| 3  | Dry Another Day              | Un'altra giornata bollente | 14 giugno 2025 | 6 giugno 2025   |
| 3  | Deconstructing Doof          | Analizzando Doofenshmirtz  | 14 giugno 2025 | 6 giugno 2025   |
| 4  | Tropey McTropeFace           | Il Signor Zootropio        | 14 giugno 2025 | 6 giugno 2025   |
| 4  | Biblio-Blast!                | Piante all'attacco!        | 14 giugno 2025 | 6 giugno 2025   |
| 5  | A Chip to the Vet            | La giornata del microchip  | 21 giugno 2025 | 6 giugno 2025   |
| 5  | More Than an Intern          | Non solo uno stagista      | 21 giugno 2025 | 6 giugno 2025   |
| 6  | The Aurora Perry-Alis        |                            | 21 giugno 2025 | 2025            |
| 6  | Lord of the Firesides        |                            | 21 giugno 2025 | 2025            |
| 7  | The Candace Suit             |                            | 28 giugno 2025 | 2025            |
| 7  | Agent T (For Teen)           |                            | 28 giugno 2025 | 2025            |
| 8  | The Haberdasher              |                            | 28 giugno 2025 | 2025            |
| 8  | Out of Character             |                            | 28 giugno 2025 | 2025            |
| 9  | Meap Me in St. Louis         |                            | 5 luglio 2025  | 2025            |
| 10 | No Slumber Party             |                            | 12 luglio 2025 | 2025            |
| 10 | The Ballad of Bubba Doof     |                            | 12 luglio 2025 | 2025            |
| 11 | Attack of the Candace Suit   |                            | 19 luglio 2025 | 2025            |
| 11 | Book Flub                    |                            | 19 luglio 2025 | 2025            |
| 12 | The Bad Old Days             |                            | 26 luglio 2025 | 2025            |
| 12 | Mantis Fact                  |                            | 26 luglio 2025 | 2025            |
| 13 | The Nightmare-Inator         |                            | 2 agosto 2025  | 2025            |
| 13 | Doof in Retrograde           |                            | 2 agosto 2025  | 2025            |